# Фармингтон-Хилс
Фармингтон-Хилс (англ. Farmington Hills) — город в США в округе Окленд штата Мичиган.
Северо-западный пригород Детройта, расположенный примерно в 35,4 км от центра города. По данным переписи 2020 года, население города составляло 83 986 человек, что делает его вторым по численности населённым пунктом округа Окленд.
Фармингтон-Хиллз неизменно входит в число самых безопасных городов США и штата Мичиган. В 2010 году этот район занял 30-е место в рейтинге самых безопасных городов США, а в 2020 году — 2-е место в Мичигане. Фармингтон-Хиллз также занимает 36-е место в рейтинге самых безопасных городов США с населением 50 000 человек и более и 14-е место в рейтинге лучших городов Америки для жизни по версии 24/7 Wall St. в 2016 году.